# Blazar (Band)
Blazar ist eine 2016 gegründete Funeral-Doom-Band.

## Geschichte
Blazar wurde 2016 von dem Bassisten Jordi Manzano, dem Schlagzeuger Benjamín Quintanilla, dem Gitarristen „I.R.“ und dem Sänger Michele Stocco in Barcelona, Mitglieder von Phobonoid, Cruz und Osserp, gegründet. Die erste EP Phase Omega erschien im Mai 2017 über Transylvanian Recordings. Es folgten zwei Split-EPs, eine mit God’s Funeral 2018 über Garrote Vil Records und eine mit Tort 2021 über Discos Macarras. Das Debüt wurde am 1. März 2024 über Carbonized Records veröffentlicht. Fatal Cosmic Wound wurde von Sänger Michele Stocco mit Unterstützung von Aleix Archs für die Aufnahme des Schlagzeugs aufgenommen und gemischt. James Plotkin masterte das Album.

## Stil
Blazar bewirbt die eigene Musik als „Funeral Cosmic Doom“. Für das Webzine Vampster wird hinzukommend auf einen Crossover mit Sludge verwiesen. Auch das Webzine Brave Words verweist auf eine Mischung aus Funeral Doom, Death Metal und Sludge. Die Musik vermenge eine „Goliath-Atmosphären, seelenzerfetzende Riffs, düstere Melodien, ätherische Passagen, Schreie und elektronische Interferenzen“.
Konzeptionell ist Blazar auf „die Weite und Gleichgültigkeit des Kosmos“ ausgerichtet. Bereits der Bandname verweist auf den Blazar als eine Form eines aktiven galaktischen Kerns mit einem Strahl aus ionisierter Materie, der sich mit nahezu Lichtgeschwindigkeit bewegt.

## Diskografie
- 2017: Phase Omega (EP, Transylvanian Recordings)
- 2018: Blazar / God’s Funeral (Split-EP mit God’s Funeral, Garrote Vil Records)
- 2021: Split on Your Grave (Split-EP mit Tort, Discos Macarras)
- 2024: Fatal Cosmic Wound (Album, Carbonized Records)